# Kum Nye
Kum Nye (gesprochen: Kum Nje) ist ein aus Tibet stammendes Meditations- und Entspannungsverfahren. Das als tibetisches Heilyoga bezeichnete Übungssystem dient der Entspannung, Anregung der psycho-physischen Energien und zur Lösung von Blockaden im Energiesystem. Es hat seine Wurzeln zum einen in dem tibetischen System des Nying-thig tsa-lung (Yoga der feinstofflichen Energien), zum anderen in der  Traditionellen Tibetischen Medizin. Kum Nye ist nicht zu verwechseln mit der Praxis der Fünf Tibeter.

## Übungen
Kum Nye wurde von dem seit 1969 in den USA lebenden tibetischen Lama Tarthang Tulku Rinpoche im Westen eingeführt. Kum Nye besteht aus stillem Sitzen (Meditation) mit Konzentration auf den natürlich fließenden Atem, sehr langsam und bewusst ausgeführte Bewegungen, Selbstmassage mit Druckpunkten sowie die Rezitation von Mantren sollen Energien von Körper und Geist anregen und sanft Blockaden lösen. Alle Übungen sind technisch sehr einfach und erfordern keine speziellen Fähigkeiten oder Vorkenntnisse.

## Wissenschaftliche Untersuchung
Die heilende Wirkung von Kum Nye wurde von Peter Machemer, Fachbereich Psychologie der Universität Osnabrück, und seinen Mitarbeitern untersucht. Mehrere wissenschaftliche Forschungsberichte belegen die Wirksamkeit von Kum Nye bei psychosomatischen Erkrankungen und zur Stressprävention bzw. Stressmanagement. Forschungsarbeiten mit Klaus Engel (Psychosomatik), Universität Bochum, sind in Vorbereitung.
Das an der Universität Osnabrück entwickelte meditative Stressbewältigungsprogramm (MSP) beruht zum größten Teil auf Kum Nye.

### Wissenschaftlich
- Steurich, Matthias, „Kum Nye – Tibetisches Heilyoga“. In: Ralf Dornieden (Hrsg.), Wege zum Körperbewusstsein. Körper- und Entspannungstherapien (S. 175–190). Reihe Pflaum Physiotherapie. Pflaum Verlag, München, 2002. ISBN 3-7905-0857-8.
- Störmer-Labonté, M., Ein meditatives Streßbewältigungsprogramm – Evaluation und Indikation bei psychosomatischen Patienten. Forschungsberichte Nr. 100a und 100b, FB Psychologie der Universität Osnabrück, 1994.
- Machemer, P., „Kum Nye und religiöse Erfahrung“. In: Dittrich, Hofmann, Leuner (Hg.): Welten des Bewußtseins; Bd. 2: Kulturanthropologische und philosophische Beiträge; S. 105–118. VWB Verlag für Wissenschaft und Bildung, 1993
- Störmer-Labonté, M., Machemer, P., Hardinghaus, W., „Ein meditatives Streßbewältigungsprogramm bei psychosomatischen Patienten“. In: Psychotherapie, Psychosomatik, Medizinische Psychologie, Heft 12, Dezember 1992, S. 409–448
- Störmer-Labonté, M., Streß und Streßbewältigung in meditativer Sicht: Die implizite Streßtheorie der Nyingma Psychologie auf dem Hintergrund der transaktionalen Streßtheorie von Lazarus. Forschungsbericht Nr. 77, FB Psychologie der Universität Osnabrück, 1991
- Machemer, P., Psychotherapie und Meditation – Zur Verbindung von Gestalttherapie und Kum Nye. In: Integrative Therapie, 3/1991, S. 228–253
- Machemer, P., Störmer-Labonté, M., Überlegungen, Erfahrungen und Untersuchungen zur Kum Nye Entspannung. Universität Osnabrück, 1989
- Störmer-Labonté, M., Machemer, P., Pilot-Studie zur Entspannung in der Herzinfarktrehabilitation. Forschungsbericht Nr. 65, FB Psychologie der Universität Osnabrück, 1988